# Sowy (województwo wielkopolskie)
Sowy – wieś w Polsce położona w województwie wielkopolskim, w powiecie rawickim, w gminie Pakosław.
| SIMC    | Nazwa | Rodzaj    |
| ------- | ----- | --------- |
| 0374172 | Halin | część wsi |

W latach 1975–1998 miejscowość administracyjnie należała do województwa leszczyńskiego.
W okresie Wielkiego Księstwa Poznańskiego (1815-1848) miejscowość należała do wsi większych w ówczesnym pruskim powiecie Kröben (krobskim) w rejencji poznańskiej. Sowy należały do okręgu jutroszyńskiego tego powiatu i stanowiły część majątku Pakosław, którego właścicielem był wówczas (1846) książę Pignatelli. Według spisu urzędowego z 1837 roku wieś liczyła 330 mieszkańców, którzy zamieszkiwali 44 dymy (domostwa).
Publikacja z 1964 roku podaje, że Sowy są jedną z miejscowości występowania grupy Hazaków.